# Europese kampioenschappen beachvolleybal 2019 (vrouwen)
Het vrouwentoernooi van de Europese kampioenschappen beachvolleybal 2019 in Moskou vond plaats van 5 tot en met 10 augustus. Het Letse duo Tina Graudina en Anastasija Kravčenoka won de titel door in de finale het Poolse tweetal Kinga Kołosińska en Katarzyna Kociołek te verslaan. In de wedstrijd om het brons waren de Spaanse vrouwen Liliana Fernández en Elsa Baquerizo te sterk voor de Zwitserse Joana Heidrich en Anouk Vergé-Dépré.

## Groepsfase
|  | Direct naar laatste 16 |
|  | Naar tussenronde       |

### Groep A
| # | Ploeg                 | Punten | Wedstrijden | Wedstrijden | Spelpunten | Spelpunten | Spelpunten | Sets | Sets | Sets  |
| # | Ploeg                 | Punten | W           | V           | W          | V          | Ratio      | W    | V    | Ratio |
| - | --------------------- | ------ | ----------- | ----------- | ---------- | ---------- | ---------- | ---- | ---- | ----- |
| 1 | Menegatti / Orsi Toth | 6      | 3           | 0           | 149        | 128        | 1,164      | 6    | 2    | 3,000 |
| 2 | Arvaniti / Karagkouni | 4      | 1           | 2           | 149        | 128        | 1,164      | 4    | 4    | 1,000 |
| 3 | Placette / Richard    | 4      | 1           | 2           | 138        | 153        | 0,902      | 3    | 5    | 0,600 |
| 4 | Kloda / Ceynowa       | 4      | 1           | 2           | 130        | 157        | 0,828      | 3    | 5    | 0,600 |

| Datum      |                       | Score |                       | Set 1   | Set 2   | Set 3   |
| ---------- | --------------------- | ----- | --------------------- | ------- | ------- | ------- |
| 6 augustus | Kloda / Ceynowa       | 2 – 1 | Placette / Richard    | 23 – 21 | 17 – 21 | 19 – 17 |
| 6 augustus | Menegatti / Orsi Toth | 2 – 1 | Arvaniti / Karagkouni | 13 – 21 | 23 – 21 | 15 – 13 |
| 7 augustus | Kloda / Ceynowa       | 0 – 2 | Arvaniti / Karagkouni | 10 – 21 | 15 – 21 |         |
| 7 augustus | Menegatti / Orsi Toth | 2 – 0 | Placette / Richard    | 21 – 11 | 21 – 16 |         |
| 8 augustus | Kloda / Ceynowa       | 1 – 2 | Menegatti / Orsi Toth | 22 – 20 | 14 – 21 | 10 – 15 |
| 8 augustus | Arvaniti / Karagkouni | 1 – 2 | Placette / Richard    | 18 – 21 | 21 – 16 | 13 – 15 |

### Groep B
| # | Ploeg                  | Punten | Wedstrijden | Wedstrijden | Spelpunten | Spelpunten | Spelpunten | Sets | Sets | Sets  |
| # | Ploeg                  | Punten | W           | V           | W          | V          | Ratio      | W    | V    | Ratio |
| - | ---------------------- | ------ | ----------- | ----------- | ---------- | ---------- | ---------- | ---- | ---- | ----- |
| 1 | Heidrich / Vergé-Dépré | 5      | 2           | 1           | 80         | 73         | 1,096      | 4    | 2    | 2,000 |
| 2 | Ludwig / Kozuch        | 5      | 2           | 1           | 72         | 74         | 0,973      | 4    | 2    | 2,000 |
| 3 | Frolova / Ganenko      | 5      | 2           | 1           | 124        | 118        | 1,051      | 4    | 3    | 1,333 |
| 4 | Lahti / Parkkinen      | 3      | 0           | 3           | 38         | 133        | 0,286      | 1    | 6    | 0,167 |

| Datum      |                        | Score |                        | Set 1    | Set 2    | Set 3    |
| ---------- | ---------------------- | ----- | ---------------------- | -------- | -------- | -------- |
| 6 augustus | Lahti / Parkkinen      | 1 – 2 | Frolova / Ganenko      | 11 – 21  | 21 – 13  | 6 – 15   |
| 6 augustus | Heidrich / Vergé-Dépré | 2 – 0 | Ludwig / Kozuch        | 21 – 17  | 21 – 13  |          |
| 7 augustus | Lahti / Parkkinen      | –     | Ludwig / Kozuch        | Blessure | Blessure | Blessure |
| 7 augustus | Heidrich / Vergé-Dépré | 0 – 2 | Frolova / Ganenko      | 18 – 21  | 20 – 22  |          |
| 8 augustus | Lahti / Parkkinen      | –     | Heidrich / Vergé-Dépré | Blessure | Blessure | Blessure |
| 8 augustus | Ludwig / Kozuch        | 2 – 0 | Frolova / Ganenko      | 21 – 14  | 21 – 18  |          |

### Groep C
| # | Ploeg                         | Punten | Wedstrijden | Wedstrijden | Spelpunten | Spelpunten | Spelpunten | Sets | Sets | Sets  |
| # | Ploeg                         | Punten | W           | V           | W          | V          | Ratio      | W    | V    | Ratio |
| - | ----------------------------- | ------ | ----------- | ----------- | ---------- | ---------- | ---------- | ---- | ---- | ----- |
| 1 | Botsjarova / Voronina         | 6      | 3           | 0           | 148        | 125        | 1,184      | 6    | 2    | 3,000 |
| 2 | Schützenhöfer / Plesiutschnig | 5      | 2           | 1           | 132        | 110        | 1,200      | 4    | 3    | 1,333 |
| 3 | Bonnerová / Maixnerová        | 4      | 1           | 2           | 129        | 146        | 0,884      | 3    | 5    | 0,600 |
| 4 | Kjølberg / Hjortland          | 3      | 0           | 3           | 132        | 160        | 0,825      | 3    | 6    | 0,500 |

| Datum      |                               | Score |                               | Set 1   | Set 2   | Set 3   |
| ---------- | ----------------------------- | ----- | ----------------------------- | ------- | ------- | ------- |
| 5 augustus | Kjølberg / Hjortland          | 1 – 2 | Bonnerová / Maixnerová        | 21 – 17 | 18 – 21 | 10 – 15 |
| 5 augustus | Schützenhöfer / Plesiutschnig | 0 – 2 | Botsjarova / Voronina         | 16 – 21 | 18 – 21 |         |
| 7 augustus | Kjølberg / Hjortland          | 1 – 2 | Botsjarova / Voronina         | 21 – 16 | 14 – 21 | 10 – 15 |
| 7 augustus | Schützenhöfer / Plesiutschnig | 2 – 0 | Bonnerová / Maixnerová        | 21 – 10 | 22 – 20 |         |
| 8 augustus | Kjølberg / Hjortland          | 1 – 2 | Schützenhöfer / Plesiutschnig | 21 – 19 | 7 – 21  | 10 – 15 |
| 8 augustus | Botsjarova / Voronina         | 2 – 1 | Bonnerová / Maixnerová        | 21 – 13 | 18 – 21 | 15 – 12 |

### Groep D
| # | Ploeg                 | Punten | Wedstrijden | Wedstrijden | Spelpunten | Spelpunten | Spelpunten | Sets | Sets | Sets  |
| # | Ploeg                 | Punten | W           | V           | W          | V          | Ratio      | W    | V    | Ratio |
| - | --------------------- | ------ | ----------- | ----------- | ---------- | ---------- | ---------- | ---- | ---- | ----- |
| 1 | Graudina / Kravčenoka | 6      | 3           | 0           | 158        | 145        | 1,090      | 6    | 2    | 3,000 |
| 2 | Kołosińska / Kociołek | 5      | 2           | 1           | 126        | 122        | 1,033      | 4    | 3    | 1,333 |
| 3 | Birlova / Oekolova    | 4      | 1           | 2           | 128        | 138        | 0,928      | 3    | 4    | 0,750 |
| 4 | Caluori / Gerson      | 3      | 0           | 3           | 136        | 143        | 0,951      | 2    | 6    | 0,333 |

| Datum      |                       | Score |                       | Set 1   | Set 2   | Set 3   |
| ---------- | --------------------- | ----- | --------------------- | ------- | ------- | ------- |
| 6 augustus | Kołosińska / Kociołek | 2 – 1 | Caluori / Gerson      | 21 – 18 | 8 – 21  | 15 – 8  |
| 6 augustus | Birlova / Oekolova    | 1 – 2 | Graudina / Kravčenoka | 23 – 21 | 19 – 21 | 13 – 15 |
| 7 augustus | Kołosińska / Kociołek | 0 – 2 | Graudina / Kravčenoka | 22 – 24 | 18 – 21 |         |
| 7 augustus | Birlova / Oekolova    | 2 – 0 | Caluori / Gerson      | 22 – 20 | 21 – 19 |         |
| 8 augustus | Kołosińska / Kociołek | 2 – 0 | Birlova / Oekolova    | 21 – 17 | 21 – 13 |         |
| 8 augustus | Graudina / Kravčenoka | 2 – 1 | Caluori / Gerson      | 21 – 16 | 20 – 22 | 15 – 12 |

### Groep E
| # | Ploeg                 | Punten | Wedstrijden | Wedstrijden | Spelpunten | Spelpunten | Spelpunten | Sets | Sets | Sets  |
| # | Ploeg                 | Punten | W           | V           | W          | V          | Ratio      | W    | V    | Ratio |
| - | --------------------- | ------ | ----------- | ----------- | ---------- | ---------- | ---------- | ---- | ---- | ----- |
| 1 | Ittlinger / Laboureur | 5      | 2           | 1           | 119        | 105        | 1,074      | 4    | 2    | 2,000 |
| 2 | Lehtonen / Ahtiainen  | 5      | 2           | 1           | 126        | 124        | 1,016      | 4    | 3    | 1,333 |
| 3 | Behrens / Tillmann    | 4      | 1           | 2           | 118        | 123        | 0,959      | 3    | 4    | 0,750 |
| 4 | Soria / Carro         | 4      | 1           | 2           | 108        | 119        | 0,908      | 2    | 4    | 0,500 |

| Datum      |                       | Score |                       | Set 1   | Set 2   | Set 3   |
| ---------- | --------------------- | ----- | --------------------- | ------- | ------- | ------- |
| 6 augustus | Behrens / Tillmann    | 0 – 2 | Ittlinger / Laboureur | 10 – 21 | 16 – 21 |         |
| 6 augustus | Lehtonen / Ahtiainen  | 2 – 0 | Soria / Carro         | 21 – 14 | 21 – 18 |         |
| 7 augustus | Behrens / Tillmann    | 2 – 0 | Soria / Carro         | 21 – 13 | 21 – 19 |         |
| 7 augustus | Ittlinger / Laboureur | 2 – 0 | Lehtonen / Ahtiainen  | 21 – 17 | 21 – 18 |         |
| 8 augustus | Behrens / Tillmann    | 1 – 2 | Lehtonen / Ahtiainen  | 21 – 13 | 18 – 21 | 11 – 15 |
| 8 augustus | Ittlinger / Laboureur | 0 – 2 | Soria / Carro         | 14 – 21 | 21 – 23 |         |

### Groep F
| # | Ploeg                 | Punten | Wedstrijden | Wedstrijden | Spelpunten | Spelpunten | Spelpunten | Sets | Sets | Sets  |
| # | Ploeg                 | Punten | W           | V           | W          | V          | Ratio      | W    | V    | Ratio |
| - | --------------------- | ------ | ----------- | ----------- | ---------- | ---------- | ---------- | ---- | ---- | ----- |
| 1 | Stubbe / Van Iersel   | 6      | 3           | 0           | 143        | 119        | 1,202      | 6    | 1    | 6,000 |
| 2 | Borger / Sude         | 5      | 2           | 1           | 149        | 145        | 1,028      | 5    | 3    | 1,667 |
| 3 | Kvapilová / Kubíčková | 4      | 1           | 2           | 110        | 132        | 0,833      | 2    | 5    | 0,400 |
| 4 | Roedych / Dabizja     | 3      | 0           | 3           | 137        | 143        | 0,958      | 2    | 6    | 0,333 |

| Datum      |                     | Score |                       | Set 1   | Set 2   | Set 3   |
| ---------- | ------------------- | ----- | --------------------- | ------- | ------- | ------- |
| 6 augustus | Borger / Sude       | 2 – 0 | Kvapilová / Kubíčková | 21 – 15 | 21 – 17 |         |
| 6 augustus | Stubbe / Nan Iersel | 2 – 0 | Roedych / Dabizja     | 21 – 18 | 21 – 17 |         |
| 7 augustus | Borger / Sude       | 2 – 1 | Roedych / Dabizja     | 21 – 19 | 15 – 21 | 16 – 14 |
| 7 augustus | Stubbe / Van Iersel | 2 – 0 | Kvapilová / Kubíčková | 21 – 13 | 21 – 16 |         |
| 8 augustus | Borger / Sude       | 1 – 2 | Stubbe / Van Iersel   | 24 – 22 | 17 – 21 | 14 – 16 |
| 8 augustus | Roedych / Dabizja   | 1 – 2 | Kvapilová / Kubíčková | 21 – 13 | 17 – 21 | 10 – 15 |

### Groep G
| # | Ploeg               | Punten | Wedstrijden | Wedstrijden | Spelpunten | Spelpunten | Spelpunten | Sets | Sets | Sets  |
| # | Ploeg               | Punten | W           | V           | W          | V          | Ratio      | W    | V    | Ratio |
| - | ------------------- | ------ | ----------- | ----------- | ---------- | ---------- | ---------- | ---- | ---- | ----- |
| 1 | Jupiter / Chamereau | 5      | 2           | 1           | 137        | 126        | 1,087      | 4    | 3    | 1,333 |
| 2 | Štrbová / Dubovcová | 5      | 2           | 1           | 119        | 101        | 1,178      | 4    | 2    | 2,000 |
| 3 | Betschart / Hüberli | 5      | 2           | 1           | 135        | 133        | 1,015      | 5    | 2    | 2,500 |
| 4 | Freiberger / Teufl  | 3      | 0           | 3           | 97         | 128        | 0,758      | 0    | 6    | 0,000 |

| Datum      |                     | Score |                     | Set 1   | Set 2   | Set 3   |
| ---------- | ------------------- | ----- | ------------------- | ------- | ------- | ------- |
| 6 augustus | Betschart / Hüberli | 2 – 0 | Freiberger / Teufl  | 23 – 21 | 21 – 18 |         |
| 6 augustus | Štrbová / Dubovcová | 2 – 0 | Jupiter / Chamereau | 21 – 19 | 21 – 17 |         |
| 7 augustus | Betschart / Hüberli | 1 – 2 | Jupiter / Chamereau | 12 – 21 | 25 – 23 | 12 – 15 |
| 7 augustus | Štrbová / Dubovcová | 2 – 0 | Freiberger / Teufl  | 21 – 11 | 21 – 12 |         |
| 8 augustus | Betschart / Hüberli | 2 – 0 | Štrbová / Dubovcová | 21 – 18 | 21 – 17 |         |
| 8 augustus | Jupiter / Chamereau | 2 – 0 | Freiberger / Teufl  | 21 – 19 | 21 – 16 |         |

### Groep H
| # | Ploeg                    | Punten | Wedstrijden | Wedstrijden | Spelpunten | Spelpunten | Spelpunten | Sets | Sets | Sets  |
| # | Ploeg                    | Punten | W           | V           | W          | V          | Ratio      | W    | V    | Ratio |
| - | ------------------------ | ------ | ----------- | ----------- | ---------- | ---------- | ---------- | ---- | ---- | ----- |
| 1 | Liliana / Baquerizo      | 6      | 3           | 0           | 129        | 103        | 1,252      | 6    | 1    | 6,000 |
| 2 | Makrogoezova / Cholomina | 5      | 2           | 1           | 114        | 124        | 0,919      | 4    | 3    | 1,333 |
| 3 | Lobato / Amaranta        | 4      | 1           | 2           | 123        | 125        | 0,984      | 3    | 4    | 0,750 |
| 4 | Lunina / Samodaj         | 3      | 0           | 3           | 111        | 137        | 0,810      | 1    | 6    | 0,167 |

| Datum      |                          | Score |                     | Set 1    | Set 2    | Set 3    |
| ---------- | ------------------------ | ----- | ------------------- | -------- | -------- | -------- |
| 6 augustus | Makrogoezova / Cholomina | 2 – 1 | Lunina / Samodaj    | 22 – 20  | 14 – 21  | 15 – 6   |
| 6 augustus | Liliana / Baquerizo      | 2 – 1 | Lobato / Amaranta   | 19 – 21  | 21 – 14  | 15 – 11  |
| 7 augustus | Makrogoezova / Cholomina | 2 – 0 | Lobato / Amaranta   | 21 – 16  | 21 – 19  |          |
| 7 augustus | Liliana / Baquerizo      | 2 – 0 | Lunina / Samodaj    | 21 – 15  | 23 – 21  |          |
| 8 augustus | Makrogoezova / Cholomina | –     | Liliana / Baquerizo | Blessure | Blessure | Blessure |
| 8 augustus | Lunina / Samodaj         | 0 – 2 | Lobato / Amaranta   | 11 – 21  | 17 – 21  |          |

## Knockoutfase

### Tussenronde
| Datum      | Wedstrijd |                               | Score |                        | Set 1    | Set 2    | Set 3    |
| ---------- | --------- | ----------------------------- | ----- | ---------------------- | -------- | -------- | -------- |
| 9 augustus | 1         | Makrogoezova / Cholomina      | –     | Birlova / Oekolova     | Blessure | Blessure | Blessure |
| 9 augustus | 2         | Schützenhöfer / Plesiutschnig | 2 – 1 | Betschart / Hüberli    | 22 – 20  | 19 – 21  | 15 – 13  |
| 9 augustus | 3         | Borger / Sude                 | 1 – 2 | Placette / Richard     | 21 – 12  | 19 – 21  | 5 – 15   |
| 9 augustus | 4         | Arvaniti / Karagkouni         | 2 – 0 | Bonnerová / Maixnerová | 21 – 11  | 21 – 16  |          |
| 9 augustus | 5         | Kołosińska / Kociołek         | 2 – 0 | Frolova / Ganenko      | 28 – 26  | 21 – 19  |          |
| 9 augustus | 6         | Ludwig / Kozuch               | 2 – 1 | Lobato / Amaranta      | 21 – 10  | 13 – 21  | 15 – 8   |
| 9 augustus | 7         | Lehtonen / Ahtiainen          | 0 – 2 | Kvapilová / Kubíčková  | 14 – 21  | 18 – 21  |          |
| 9 augustus | 8         | Štrbová / Dubovcová           | 0 – 2 | Behrens / Tillmann     | 17 – 21  | 15 – 21  |          |